# Kenneth Dahl Knudsen

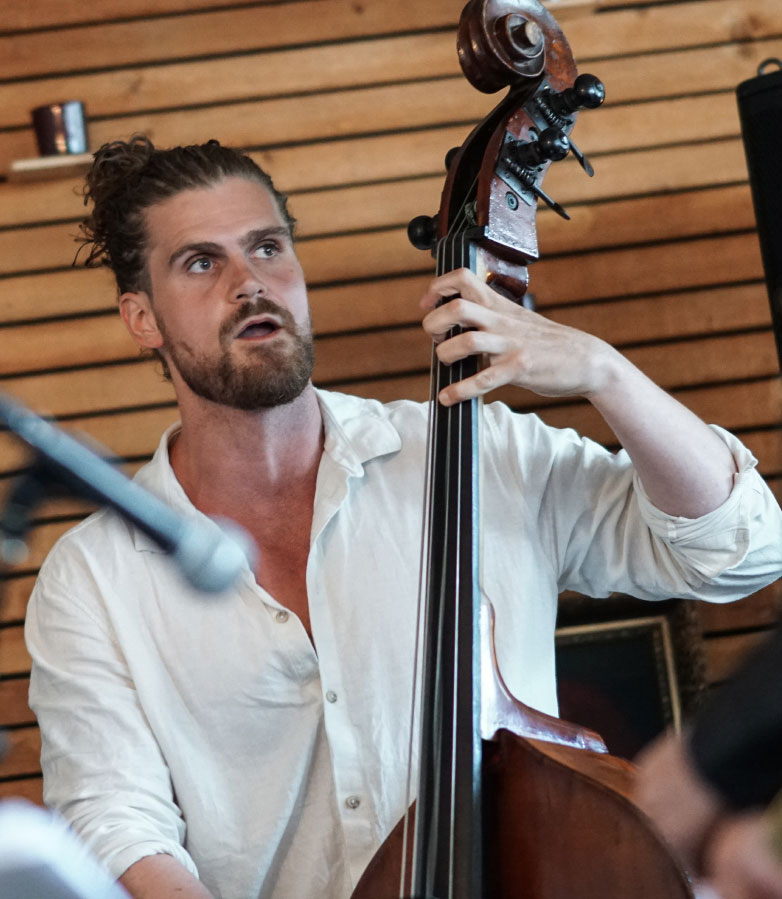
Kenneth Dahl Knudsen (2017)

Kenneth Dahl Knudsen (* 26. Juni 1984 in Kopenhagen) ist ein dänischer Jazzmusiker (Kontrabass, Komposition).

## Wirken
Dahl Knudsen, der in Arden in Nordjütland aufwuchs, hat zunächst Schlagzeug und Saxophon gespielt, bevor er mit 15 Jahren den Kontrabass entdeckte. Er studierte an Det Kongelige Danske Musikkonservatorium in Kopenhagen.
Nach seinem Debütalbum Strings Attached veröffentlichte Dahl Knudsen 2012 das Album Clockstopper; beide wurden von der Kritik hervorgehoben. 2016 folgte das Album We’ll Meet in the Rain. In den letzten Jahren erschienen Eigenveröffentlichungen wie Tété (2018), Live in Japan (2019), Uummat (2020) oder Atlas (2022).
Dahl Knudsen arbeitete mit eigenen Gruppen wie dem großformatigen Kenneth Dahl Knudsen Orchestra, aber auch mit der The World Citizen Band, dem Kayan Duo sowie den Trios von Gauthier Toux und Eyal Lovett (Tales from a Forbidden Land, 2016). Gemeinsam mit Toms Rudzinskis leitete er die Space Big Band (gleichnamiges Album bei Double Moon Records, 2021).  Weiterhin trat er mit Dick Oatts, John Scofield, Gilad Hekselman, Jason Marsalis, Søren Møller, Uffe Steen, Andrew D’Angelo, Jan Kaspersen, Wassim Mukdad, Salvador Olmos, Nicola Pisani oder Tomasz Dąbrowski auf.
Mit dem Trio von Gauthier Toux gewann er 2016 den Wettbewerb des La Défense Jazz Festival. 